# 1191
[[Категорија: 1191
.| ]]Година 1191 (MCXCI) била је проста година која је почела у уторак.

## Догађаји
- Википедија:Непознат датум — Битка на Морави (1191)
- Википедија:Непознат датум — Велики жупан Стефан Немања даје на управу Захумље своме симу Растку Немањићу. Наредне године растко је побегао на Свету гору и тамо се замонашио у руском манастиру Светог Пантелејмона, где је добио име Сава.
- 12. јул — Енглески краљ Ричард Лављег Срца (на слици) заузео је у Трећем крсташком рату град Акру.

### Септембар
- 7. септембар — Битка код Арсуфа

### Децембар
- Википедија:Непознат датум — Римљанин Ђиаћинто Ноно Орсини изабран је под именом папа Целестин III.
- Википедија:Непознат датум — Хенрик VI долази у Рим да би уверио папу да га крунише.
- Википедија:Непознат датум — Хенрик VI допушта Римљанима да униште град Тускулум. Напредује у јужну Италију.
- Википедија:Непознат датум — Локални феудалци у јужној Италији су за краља изабрали незаконитог сина Руђера II, Танкреда од Лећеа - Танкреда I Сицилијанског.
- Википедија:Непознат датум — Хенрик VI је извршио опсаду Напуља али га је куга присилила на повратак у Немачку.
- Википедија:Непознат датум — У Ђенови је изабран први градски кнез.
- Википедија:Непознат датум — Установа градског кнеза је успостављена и у Фиренци.
- Википедија:Непознат датум — Енглески краљ Ричард I Лавље Срце и француски краљ Филип II Август су у Месини склопили савез о ненападању уочи похода на Свету Земљу.
- Википедија:Непознат датум — На путу према Палестини краљ Ричард је освојио Кипар, одузевши га Исаку Комнину.
- Википедија:Непознат датум — У Св. Јовану од Акре настао је витешки ред мачоносаца (касније је постао познат као тевтонски ред), који је убрзо попримио војнички карактер. Примарни циљ реда била је одбрана Свете Земље а касније обраћање пагана у северној Европи.
- Википедија:Непознат датум — Након смрти Конрада II у Чешкој је постао војвода Вјенцеслав II, син Собјеслава I.
- Википедија:Непознат датум — Северна индијска краљевства ујединила су се да би спречила напредовање Мухамеда од Гора. Поразили су га у Тараину на северу Делхија.

## Смрти

### Јануар
- 27. март — Климент III, 174. римски папа
- Википедија:Непознат датум — Умро је Барбаросин син Фридрих Шпански.